# Andrėj Cikota
Andrėj Cikota (in bielorusso Андрэй Цікота?) (Švenčionys, 5 dicembre 1891 – Tajšet, 13 febbraio 1952) è stato un presbitero bielorusso, appartenente alla Chiesa greco-cattolica russa.

## Biografia
Andrėj Cikota nacque nel distretto di Švenčionys nel Governatorato di Vil'na nell'Impero russo oggi in Lituania; frequentò il seminario a Vilnius e l'Accademia teologica cattolica imperiale romana di San Pietroburgo e nel 1914 viene ordinato presbitero destinato alla parrocchia di Maladzečna. Successivamente insegna al seminario di Minsk. Nel 1920 entra nella Congregazione dei chierici mariani. In seguito viene mandato negli Stati Uniti per raccogliere i fondi necessari alla costruzione di un monastero. Nel 1933 è nominato generale del suo ordine. Come generale dell'ordine il 21 febbraio 1937 si reca a Harbin, in Manciuria, a visitare la comunità dei marianisti. Con la sua presenza la comunità fiorisce e si apre il noviziato per gli aspiranti al sacerdozio della Chiesa greco-cattolica russa. Nel 1939 viene arrestato l'archimandrita Fabijan Abrantovič, amministratore del Esarcato apostolico di Harbin. Nello stesso anno, al suo posto Papa Pio XII nomina padre Andrėj. Nuovo esarca riesce a creare un'atmosfera di simpatia con la colonia di russi ortodossi emigrati in Cina. Il collegio fondato dai padri marianisti apre le porte ai figli dei russi e nel medesimo tempo diventa un centro d'incontro per tutta la colonia russa. Il 22 dicembre 1948 alle 18,00 la polizia comunista cinese circonda il monastero dei marinisti e arresta tutti i sacerdoti ed alcuni insegnanti. Le scuole vengono chiuse e il 25 dicembre l'archimandrita Andrėj e altri quattro sacerdoti vengono portati al confine cinese-sovietico e consegnati al NKVD. Il 27 dicembre gli arrestati si trovano a Čita. Il 28 settembre 1949 è condannato a 25 anni di gulag. Muore nell'infermeria del lager nei pressi di Tajšet il 13 febbraio 1952 all'età di 60 anni.